# ロケットパンチ! MUSIC DELIVERY
『ロケットパンチ! MUSIC DELIVERY』は、1998年4月から1999年9月までにフジテレビ系列で月曜深夜に放送されていた音楽トーク番組。企画・制作はイザワオフィス。略称は『ロケットパンチ!』『ロケパン』。

## 概要
- 2週間から1ヶ月連続で一人（または一組）のゲストに掘り下げる「独自スタイルの音楽番組」と称していた。

- 放送当時はビジュアル系ロックバンドがブームだった事もありゲストは彼らが多かった[要出典]。

- 1998年5月2日に急逝した、X JAPANのギタリストhideの生前最後のテレビ番組出演である（収録は、hideの死去前日）。

- 1998年5月11日から同年6月1日まで、4週間連続でhideがゲスト出演した回を放送したが、冒頭部分で中原のコメントから始まり、オープニング映像の前に「この番組は、5月1日に収録されたものです」というテロップが表示された。

## 出演者
- 中原理恵
- 恵俊彰（ホンジャマカ）

## フジテレビでの放送時間
- 1998年4月 - 1998年9月　月曜25:40 - 26:10
- 1998年10月 - 1999年9月　月曜25:50 - 26:20

## スタッフ
- 構成：玉井貴代志、小室浩之
- ナレーター：藤村さおり（フジテレビアナウンサー）
- SW：勝村信之（フジテレビ）
- CAM：永野進（フジテレビ）
- AUD：鹿又健一（フジテレビ）
- VE：細野健志（フジテレビ）
- LD：四分一浩
- PA：秋野岳夫
- 音響効果：戸辺豊（OCBプロ）
- 美術プロデューサー：石鍋伸一朗（フジテレビ）
- デザイン：越野幸栄（フジテレビ）
- 美術進行：堀部信行
- 大道具：島田秀樹
- アクリル装飾：一色なみ子
- 装飾：渡辺順子
- 視覚効果：坂井郁美
- 電飾：久光義紀
- メイク：田川達郎
- タイトル：岩崎光明
- スチール：神山洋一
- 楽器：磯元洋一
- 編集：鈴木敬二（D-Craft）
- ペイント：菊地大介（IMAGICA）
- MA：吉田肇（IMAGICA）
- TK：山岸弘子
- スタイリスト：宋晴美、林千廣
- ヘアメイク：アトリエ・ジン
- 協力：ポータレスコネクション
- 制作協力：テレビックアート、ワールドミュージック
- ディレクター：平尾基樹
- 演出：関和真史、大村和史
- プロデューサー：井澤健
- 企画制作：イザワオフィス